# Jesse James
Jesse Woodson James  (sinh ngày 5 tháng 9 năm 1847 - mất ngày 3 tháng 4 năm 1882) là người Mỹ sống ngoài vòng pháp luật, lãnh đạo băng đảng, cướp ngân hàng, cướp tàu và là kẻ giết người nổi danh trong giới giang hồ ở bang Missouri. Ông là thủ lĩnh của băng cướp James-Younger và ông là một tên cướp khét tiếng gây sợ hãi cho nhiều người giàu có trong thời loạn lạc của cuộc nội chiến nước Mỹ (1861–1865). Khi còn sống ông đã nổi tiếng, đến khi mất ông trở thành nhân vật huyền thoại ở miền Tây Hoa Kỳ